# Kvalifikace na Mistrovství Evropy ve fotbale 2008 – skupina G
Zápasy této kvalifikační skupiny na Mistrovství Evropy ve fotbale 2008 se konaly v letech 2006 a 2007. Ze sedmi účastníků si postup na závěrečný turnaj zajistily první dva týmy.

## Tabulka
| Poř. | Země        | Z  | V | R | P  | VG | OG | B  |
| ---- | ----------- | -- | - | - | -- | -- | -- | -- |
| 1.   | Rumunsko    | 12 | 9 | 2 | 1  | 26 | 7  | 29 |
| 2.   | Nizozemsko  | 12 | 8 | 2 | 2  | 15 | 5  | 26 |
| 3.   | Bulharsko   | 12 | 7 | 4 | 1  | 18 | 7  | 25 |
| 4.   | Bělorusko   | 12 | 4 | 1 | 7  | 17 | 23 | 13 |
| 5.   | Albánie     | 12 | 2 | 5 | 5  | 12 | 18 | 11 |
| 6.   | Slovinsko   | 12 | 3 | 2 | 7  | 9  | 16 | 11 |
| 7.   | Lucembursko | 12 | 1 | 0 | 11 | 2  | 23 | 3  |

## Křížová tabulka
| Země        | Albánie | Bělorusko | Bulharsko | Lucembursko | Nizozemsko | Rumunsko | Slovinsko |
| ----------- | ------- | --------- | --------- | ----------- | ---------- | -------- | --------- |
| Albánie     | –       | 2:4       | 1:1       | 2:0         | 0:1        | 0:2      | 0:0       |
| Bělorusko   | 2:2     | –         | 0:2       | 0:1         | 2:1        | 1:3      | 4:2       |
| Bulharsko   | 0:0     | 2:1       | –         | 3:0         | 1:1        | 1:0      | 3:0       |
| Lucembursko | 0:3     | 1:2       | 0:1       | –           | 0:1        | 0:2      | 0:3       |
| Nizozemsko  | 2:1     | 3:0       | 2:0       | 1:0         | –          | 0:0      | 2:0       |
| Rumunsko    | 6:1     | 3:1       | 2:2       | 3:0         | 1:0        | –        | 2:0       |
| Slovinsko   | 0:0     | 1:0       | 0:2       | 2:0         | 0:1        | 1:2      | –         |

## Zápasy
| 2. září 2006 19:00 UTC+3    |        |                          |                                                                     |
| Bělorusko                   | 2 – 2  | Albánie                  | Dinamo Stadium, Minsk diváci: 23 000 rozhodčí: Tony Asumaa (Finsko) |
| Kalachev 2' Romaschenko 24' | Report | Skela 7' (pen.) Hasi 86' | Dinamo Stadium, Minsk diváci: 23 000 rozhodčí: Tony Asumaa (Finsko) |

| 2. září 2006 21:00 UTC+3 |        |                    |                                                                                   |
| Rumunsko                 | 2 – 2  | Bulharsko          | Gheorghe Hagi Stadium, Constanţa diváci: 15 000 rozhodčí: Stefano Farina (Itálie) |
| Roşu 40' Marica 54'      | Report | M. Petrov 82', 84' | Gheorghe Hagi Stadium, Constanţa diváci: 15 000 rozhodčí: Stefano Farina (Itálie) |

| 2. září 2006 20:30 UTC+2 |        |               |                                                                                   |
| Lucembursko              | 0 – 1  | Nizozemsko    | Stade Josy Barthel, Lucemburk diváci: 8 000 rozhodčí: João Ferreira (Portugalsko) |
|                          | Report | Mathijsen 26' | Stade Josy Barthel, Lucemburk diváci: 8 000 rozhodčí: João Ferreira (Portugalsko) |

| 6. září 2006 20:00 UTC+3                |        |           |                                                                                        |
| Bulharsko                               | 3 – 0  | Slovinsko | Vasil Levski National Stadium, Sofie diváci: 16 000 rozhodčí: Claus Bo Larsen (Dánsko) |
| Bojinov 58' M. Petrov 70' Telkiyski 79' | Report |           | Vasil Levski National Stadium, Sofie diváci: 16 000 rozhodčí: Claus Bo Larsen (Dánsko) |

| 6. září 2006 20:00 UTC+2 |        |                          |                                                                                 |
| Albánie                  | 0 – 2  | Rumunsko                 | Qemal Stafa, Tirana diváci: 10 000 rozhodčí: Olegário Benquerença (Portugalsko) |
|                          | Report | Dică 65' Mutu 75' (pen.) | Qemal Stafa, Tirana diváci: 10 000 rozhodčí: Olegário Benquerença (Portugalsko) |

| 6. září 2006 20:30 UTC+2       |        |           |                                                                          |
| Nizozemsko                     | 3 – 0  | Bělorusko | Philips Stadion, Eindhoven diváci: 35 000 rozhodčí: Howard Webb (Anglie) |
| van Persie 33', 78' Kuyt 90+2' | Report |           | Philips Stadion, Eindhoven diváci: 35 000 rozhodčí: Howard Webb (Anglie) |

| 7. října 2006 20:15 UTC+3    |        |                |                                                                                         |
| Rumunsko                     | 3 – 1  | Bělorusko      | Ghencea Stadium, Bukurešť diváci: 12 000 rozhodčí: Alberto Undiano Mallenco (Španělsko) |
| Mutu 7' Marica 10' Goian 76' | Report | Kornilenko 20' | Ghencea Stadium, Bukurešť diváci: 12 000 rozhodčí: Alberto Undiano Mallenco (Španělsko) |

| 7. října 2006 21:00 UTC+3 |        |                |                                                                                           |
| Bulharsko                 | 1 – 1  | Nizozemsko     | Vasil Levski National Stadium, Sofie diváci: 40 547 rozhodčí: Tom Henning Øvrebø (Norsko) |
| M. Petrov 12'             | Report | van Persie 62' | Vasil Levski National Stadium, Sofie diváci: 40 547 rozhodčí: Tom Henning Øvrebø (Norsko) |

| 7. října 2006 20:45 UTC+2 |        |             |                                                                   |
| Slovinsko                 | 2 – 0  | Lucembursko | Arena Petrol, Celje diváci: 3 500 rozhodčí: Panicos Kailis (Kypr) |
| Novakovič 30' Koren 44'   | Report |             | Arena Petrol, Celje diváci: 3 500 rozhodčí: Panicos Kailis (Kypr) |

| 11. října 2006 18:00 UTC+3                |        |                      |                                                                         |
| Bělorusko                                 | 4 – 2  | Slovinsko            | Dinamo Stadium, Minsk diváci: 23 000 rozhodčí: Viktor Kassai (Maďarsko) |
| Kovba 18' Kornilenko 52', 60' Korytko 85' | Report | Cesar 19' Lavrič 43' | Dinamo Stadium, Minsk diváci: 23 000 rozhodčí: Viktor Kassai (Maďarsko) |

| 11. října 2006 20:15 UTC+2 |        |             |                                                                                        |
| Lucembursko                | 0 – 1  | Bulharsko   | Stade Josy Barthel, Lucemburk diváci: 3 156 rozhodčí: Novo Panic (Bosna a Hercegovina) |
|                            | Report | Tunchev 26' | Stade Josy Barthel, Lucemburk diváci: 3 156 rozhodčí: Novo Panic (Bosna a Hercegovina) |

| 11. října 2006 20:30 UTC+2     |        |           |                                                                         |
| Nizozemsko                     | 2 – 1  | Albánie   | Amsterdam ArenA, Amsterdam diváci: 40 000 rozhodčí: Alon Yefet (Izrael) |
| van Persie 15' Beqaj 42' (vl.) | Report | Curri 67' | Amsterdam ArenA, Amsterdam diváci: 40 000 rozhodčí: Alon Yefet (Izrael) |

| 24. března 2007 17:00 UTC+1 |        |                          |                                                                                  |
| Lucembursko                 | 1 – 2  | Bělorusko                | Stade Josy Barthel, Lucemburk diváci: 2 000 rozhodčí: Mark Steven Whitby (Wales) |
| Sagramola 68'               | Report | Kalachev 25' Kutuzov 54' | Stade Josy Barthel, Lucemburk diváci: 2 000 rozhodčí: Mark Steven Whitby (Wales) |

| 24. března 2007 17:00 UTC+1 |        |           |                                                                             |
| Albánie                     | 0 – 0  | Slovinsko | Loro-Boriçi Stadium, Shkodër diváci: 12 000 rozhodčí: Joseph Attard (Malta) |
|                             | Report |           | Loro-Boriçi Stadium, Shkodër diváci: 12 000 rozhodčí: Joseph Attard (Malta) |

| 24. března 2007 20:30 UTC+1 |        |          |                                                                              |
| Nizozemsko                  | 0 – 0  | Rumunsko | Feijenoord Stadion, Rotterdam diváci: 49 000 rozhodčí: Marcus Merk (Německo) |
|                             | Report |          | Feijenoord Stadion, Rotterdam diváci: 49 000 rozhodčí: Marcus Merk (Německo) |

| 28. března 2007 18:00 UTC+3 |        |         |                                                                                        |
| Bulharsko                   | 0 – 0  | Albánie | Vasil Levski National Stadium, Sofie diváci: 25 000 rozhodčí: Jonas Eriksson (Švédsko) |
|                             | Report |         | Vasil Levski National Stadium, Sofie diváci: 25 000 rozhodčí: Jonas Eriksson (Švédsko) |

| 28. března 2007 18:30 UTC+3    |        |             |                                                                                  |
| Rumunsko                       | 3 – 0  | Lucembursko | Ceahlăul Stadium, Piatra Neamţ diváci: 12 000 rozhodčí: Romans Lajuks (Lotyšsko) |
| Mutu 26' Contra 56' Marica 90' | Report |             | Ceahlăul Stadium, Piatra Neamţ diváci: 12 000 rozhodčí: Romans Lajuks (Lotyšsko) |

| 28. března 2007 20:45 UTC+2 |        |                     |                                                                                |
| Slovinsko                   | 0 – 1  | Nizozemsko          | Arena Petrol, Celje diváci: 9 500 rozhodčí: Manuel Mejuto González (Španělsko) |
|                             | Report | van Bronckhorst 86' | Arena Petrol, Celje diváci: 9 500 rozhodčí: Manuel Mejuto González (Španělsko) |

| 2. června 2007 20:30 UTC+2 |        |             |                                                                     |
| Albánie                    | 2 – 0  | Lucembursko | Qemal Stafa, Tirana diváci: 8 000 rozhodčí: Lasha Silagava (Gruzie) |
| Kapllani 38' Haxhi 57'     | Report |             | Qemal Stafa, Tirana diváci: 8 000 rozhodčí: Lasha Silagava (Gruzie) |

| 2. června 2007 20:45 UTC+2 |        |                        |                                                                     |
| Slovinsko                  | 1 – 2  | Rumunsko               | Arena Petrol, Celje diváci: 6 000 rozhodčí: Stuart Dougal (Skotsko) |
| Vršič 90+4'                | Report | Tamaş 52' Nicoliţă 69' | Arena Petrol, Celje diváci: 6 000 rozhodčí: Stuart Dougal (Skotsko) |

| 2. června 2007 21:00 UTC+3 |        |                   |                                                                      |
| Bělorusko                  | 0 – 2  | Bulharsko         | Dinamo Stadium, Minsk diváci: 29 000 rozhodčí: Jaroslav Jára (Česko) |
|                            | Report | Berbatov 28', 46' | Dinamo Stadium, Minsk diváci: 29 000 rozhodčí: Jaroslav Jára (Česko) |

| 6. června 2007 20:00 UTC+3 |        |                    |                                                                                           |
| Bulharsko                  | 2 – 1  | Bělorusko          | Vasil Levski National Stadium, Sofie diváci: 10 227 rozhodčí: Kristinn Jakobsson (Island) |
| M. Petrov 10' Yankov 40'   | Report | Vasilyuk 5' (pen.) | Vasil Levski National Stadium, Sofie diváci: 10 227 rozhodčí: Kristinn Jakobsson (Island) |

| 6. června 2007 20:15 UTC+2 |        |                             |                                                                                  |
| Lucembursko                | 0 – 3  | Albánie                     | Stade Josy Barthel, Lucemburk diváci: 4 325 rozhodčí: Paulius Malzinskas (Litva) |
|                            | Report | Skela 25' Kapllani 36', 72' | Stade Josy Barthel, Lucemburk diváci: 4 325 rozhodčí: Paulius Malzinskas (Litva) |

| 6. června 2007 21:00 UTC+3 |        |           |                                                                         |
| Rumunsko                   | 2 – 0  | Slovinsko | Dan Păltinişanu, Timişoara diváci: 22 000 rozhodčí: Alon Yefet (Izrael) |
| Mutu 40' Contra 70'        | Report |           | Dan Păltinişanu, Timişoara diváci: 22 000 rozhodčí: Alon Yefet (Izrael) |

| 8. září 2007 17:00 UTC+2 |        |                              |                                                                                 |
| Lucembursko              | 0 – 3  | Slovinsko                    | Stade Josy Barthel, Lucemburk diváci: 2 012 rozhodčí: Sergiy Berezka (Ukrajina) |
|                          | Report | Lavrič 7', 47' Novakovič 37' | Stade Josy Barthel, Lucemburk diváci: 2 012 rozhodčí: Sergiy Berezka (Ukrajina) |

| 8. září 2007 19:00 UTC+3 |        |                               |                                                                           |
| Bělorusko                | 1 – 3  | Rumunsko                      | Dinamo Stadium, Minsk diváci: 19 320 rozhodčí: Peter Fröjdfeldt (Švédsko) |
| Romaschenko 20'          | Report | Mutu 16', 77' (pen.) Dică 42' | Dinamo Stadium, Minsk diváci: 19 320 rozhodčí: Peter Fröjdfeldt (Švédsko) |

| 8. září 2007 20:30 UTC+2        |        |           |                                                                                       |
| Nizozemsko                      | 2 – 0  | Bulharsko | Amsterdam ArenA, Amsterdam diváci: 50 000 rozhodčí: Luis Medina Cantalejo (Španělsko) |
| Sneijder 23' van Nistelrooy 58' | Report |           | Amsterdam ArenA, Amsterdam diváci: 50 000 rozhodčí: Luis Medina Cantalejo (Španělsko) |

| 12. září 2007 20:30 UTC+3              |        |             |                                                                                        |
| Bulharsko                              | 3 – 0  | Lucembursko | Vasil Levski National Stadium, Sofie diváci: 8 000 rozhodčí: Bülent Demirlek (Turecko) |
| Berbatov 27', 28' M. Petrov 54' (pen.) | Report |             | Vasil Levski National Stadium, Sofie diváci: 8 000 rozhodčí: Bülent Demirlek (Turecko) |

| 12. září 2007 19:45 UTC+2 |        |           |                                                                          |
| Slovinsko                 | 1 – 0  | Bělorusko | Arena Petrol, Celje diváci: 4 000 rozhodčí: Veaceslav Banari (Moldavsko) |
| Lavrič 3' (pen.)          | Report |           | Arena Petrol, Celje diváci: 4 000 rozhodčí: Veaceslav Banari (Moldavsko) |

| 12. září 2007 20:45 UTC+2 |        |                      |                                                                  |
| Albánie                   | 0 – 1  | Nizozemsko           | Qemal Stafa, Tirana diváci: 19 600 rozhodčí: Mike Riley (Anglie) |
|                           | Report | van Nistelrooy 90+1' | Qemal Stafa, Tirana diváci: 19 600 rozhodčí: Mike Riley (Anglie) |

| 13. října 2007 18:00 UTC+3 |        |              |                                                                           |
| Bělorusko                  | 0 – 1  | Lucembursko  | Central Stadion, Gomel diváci: 14 000 rozhodčí: Michael Svendsen (Dánsko) |
|                            | Report | Leweck 90+5' | Central Stadion, Gomel diváci: 14 000 rozhodčí: Michael Svendsen (Dánsko) |

| 13. října 2007 20:15 UTC+3 |        |            |                                                                                  |
| Rumunsko                   | 1 – 0  | Nizozemsko | Gheorghe Hagi Stadium, Constanţa diváci: 13 000 rozhodčí: Kyros Vassaras (Řecko) |
| Goian 71'                  | Report |            | Gheorghe Hagi Stadium, Constanţa diváci: 13 000 rozhodčí: Kyros Vassaras (Řecko) |

| 13. října 2007 20:30 UTC+2 |        |         |                                                                                     |
| Slovinsko                  | 0 – 0  | Albánie | Arena Petrol, Celje diváci: 4 625 rozhodčí: Duarte Nuno Pereira Gomes (Portugalsko) |
|                            | Report |         | Arena Petrol, Celje diváci: 4 625 rozhodčí: Duarte Nuno Pereira Gomes (Portugalsko) |

| 17. října 2007 20:15 UTC+2 |        |                         |                                                                             |
| Lucembursko                | 0 – 2  | Rumunsko                | Stade Josy Barthel, Lucemburk diváci: 3 584 rozhodčí: Felix Brych (Německo) |
|                            | Report | F. Petre 42' Marica 61' | Stade Josy Barthel, Lucemburk diváci: 3 584 rozhodčí: Felix Brych (Německo) |

| 17. října 2007 20:30 UTC+2 |        |           |                                                                             |
| Nizozemsko                 | 2 – 0  | Slovinsko | Philips Stadion, Eindhoven diváci: 35 000 rozhodčí: Nicola Rizzoli (Itálie) |
| Sneijder 14' Huntelaar 88' | Report |           | Philips Stadion, Eindhoven diváci: 35 000 rozhodčí: Nicola Rizzoli (Itálie) |

| 17. října 2007 20:45 UTC+2 |        |              |                                                                       |
| Albánie                    | 1 – 1  | Bulharsko    | Qemal Stafa, Tirana diváci: 8 000 rozhodčí: Fritz Stuchlik (Rakousko) |
| Kishishev 32' (vl.)        | Report | Berbatov 87' | Qemal Stafa, Tirana diváci: 8 000 rozhodčí: Fritz Stuchlik (Rakousko) |

| 17. listopadu 2007 18:00 UTC+2 |        |          |                                                                                        |
| Bulharsko                      | 1 – 0  | Rumunsko | Vasil Levski National Stadium, Sofie diváci: 15 000 rozhodčí: Konrad Plautz (Rakousko) |
| Dimitrov 6'                    | Report |          | Vasil Levski National Stadium, Sofie diváci: 15 000 rozhodčí: Konrad Plautz (Rakousko) |

| 17. listopadu 2007 20:00 UTC+2 |        |                                                |                                                                       |
| Albánie                        | 2 – 4  | Bělorusko                                      | Qemal Stafa, Tirana diváci: 5 000 rozhodčí: Bulent Demirlek (Turecko) |
| Bogdani 39' Kapllani 43'       | Report | Romaschenko 28', 63' (pen.) Kutuzov 45+1', 54' | Qemal Stafa, Tirana diváci: 5 000 rozhodčí: Bulent Demirlek (Turecko) |

| 17. listopadu 2007 20:30 UTC+1 |        |             |                                                                                 |
| Nizozemsko                     | 1 – 0  | Lucembursko | Feijenoord Stadion, Rotterdam diváci: 49 000 rozhodčí: Martin Hansson (Švédsko) |
| Koevermans 43'                 | Report |             | Feijenoord Stadion, Rotterdam diváci: 49 000 rozhodčí: Martin Hansson (Švédsko) |

| 21. listopadu 2007 18:00 UTC+2                                    |        |              |                                                                                   |
| Rumunsko                                                          | 6 – 1  | Albánie      | Lia Manoliu Stadium, Bukurešť diváci: 25 000 rozhodčí: Edo Trivkovic (Chorvatsko) |
| Dică 22', 71' (pen.) Tamaş 53' Niculae 62', 65' Marica 69' (pen.) | Report | Kapllani 64' | Lia Manoliu Stadium, Bukurešť diváci: 25 000 rozhodčí: Edo Trivkovic (Chorvatsko) |

| 21. listopadu 2007 19:00 UTC+2 |        |                   |                                                                        |
| Bělorusko                      | 2 – 1  | Nizozemsko        | Dinamo Stadium, Minsk diváci: 12 000 rozhodčí: Philippe Kalt (Francie) |
| Bulyha 49' Korytko 65'         | Report | van der Vaart 88' | Dinamo Stadium, Minsk diváci: 12 000 rozhodčí: Philippe Kalt (Francie) |

| 21. listopadu 2007 18:00 UTC+1 |        |                           |                                                                     |
| Slovinsko                      | 0 – 2  | Bulharsko                 | Arena Petrol, Celje diváci: 4 000 rozhodčí: Mike Mullarkey (Anglie) |
|                                | Report | Georgiev 81' Berbatov 84' | Arena Petrol, Celje diváci: 4 000 rozhodčí: Mike Mullarkey (Anglie) |